# بوکیوکو
بوکیوکو، کاکیبه (به ژاپنی: 部曲 かきべ、ぶきょく) به وضعیت شهروندان خصوصی و سربازان خصوصی در چین، کره و ژاپن باستان اشاره دارد. در ژاپن به صورت مینبو (民部) نیز نوشته می‌شود. آنها از چین سرچشمه می‌گیرند و مردمی فرومایه و گروهی برده هستند.